# Czarnowo Średnie
Czarnowo Średnie (do 1938 r. niem. Mittel Jodupp, 1938–1945 Mittelholzeck) – opuszczona osada w Polsce położona w województwie warmińsko-mazurskim, w powiecie gołdapskim, w gminie Gołdap.
W latach 1975–1998 miejscowość administracyjnie należała do województwa suwalskiego. Leży około 10 km na północ od Gołdapi w środku Puszczy Rominckiej. W odległości niespełna kilometra na południe leżą rezerwaty przyrody  Mechacz Wielki i Czarnówko, a na północ – granica polsko-rosyjska.

## Historia
Miejscowość występowała pod różnymi nazwami w języku niemieckim: do 1818 jako Mittel Joduppe, do 1905 jako Mittel Jodup, do 1938 jako Mittel Jodupp. W języku polskim była nazywana Jodupie (od przymiotnika w języku jaćwińskim oznaczającego czarny). W 1874 Czarnowo Średnie zostało włączone do nowo utworzonego powiatu Galwiecie. W 1910 liczyła 136 mieszkańców. 30 września 1929 Czarnowo Średnie wraz z Czarnowem Wielkim ((Groß) Jodupp) i obszarem dworskim Jagdhaus Rominten (obecnie w granicach Rosji) zostały włączone do gminy Jodupp (od 1938 Holzeck). Podczas akcji germanizacyjnej nazw miejscowych i fizjograficznych (tzw. chrzty hitlerowskie) utrwalona historycznie nazwa niemiecka Mittel Jodupp została w 1938 zastąpiona przez administrację nazistowską sztuczną formą Holzeck. W 1945 miejscowość znalazła się w granicach Polski i otrzymała nazwę Czarnowo Średnie. Obecnie nie jest zamieszkana.
Z Czarnowa Średniego pochodził m.in. funkcjonariusz SS i samorządowiec Fritz Bernotat (1890–1951).